# Vall de Boí

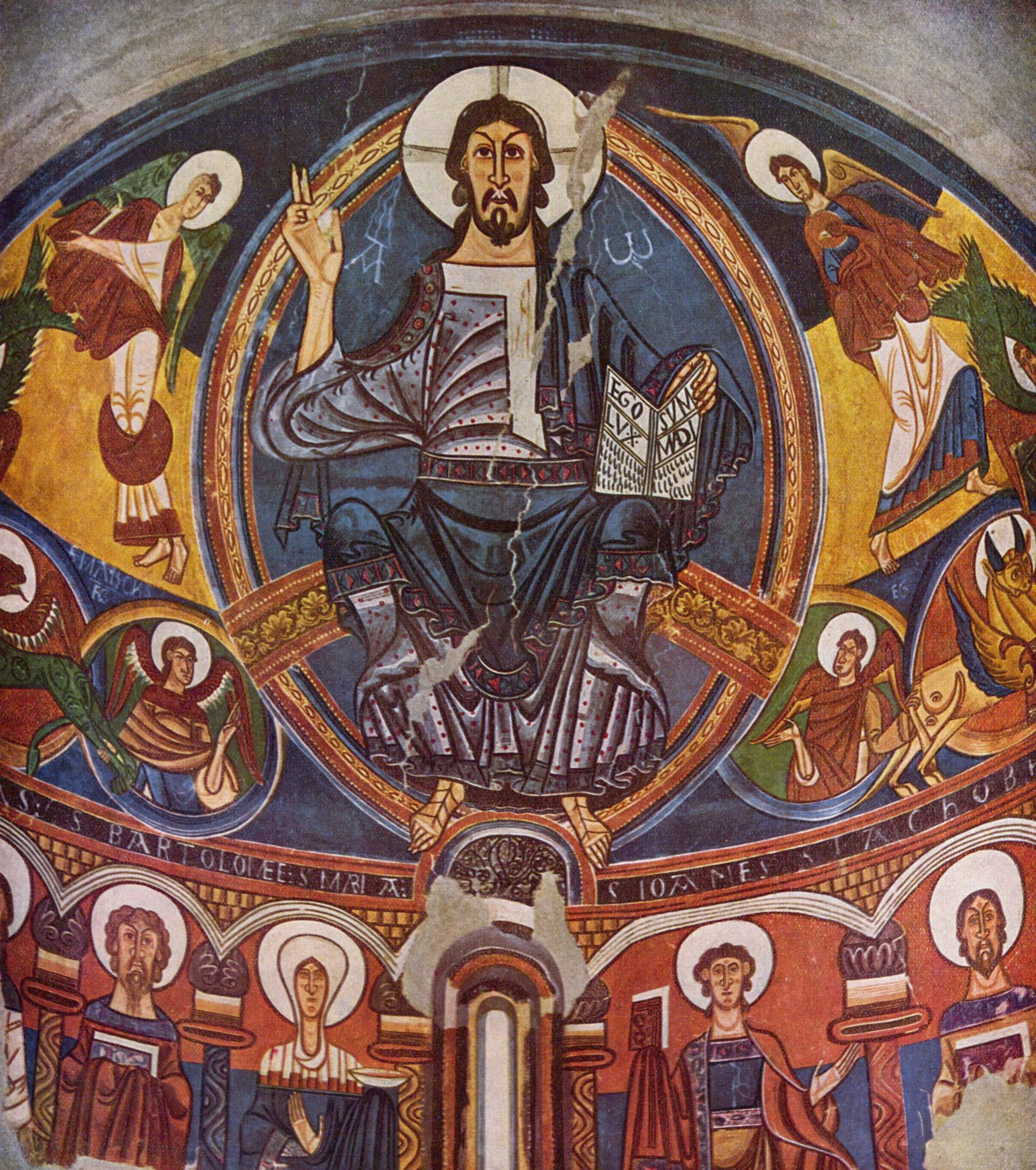
Fresko der Majestas Domini aus der Kirche Sant Climent in Taüll, ein Meisterwerk der Romanischen Kunst

La Vall de Boí (spanisch Valle de Bohí) ist eine Gemeinde in einem engen, steilen Tal in der Provinz Lleida der Autonomen Gemeinschaft Katalonien in Spanien. Die aus verschiedenen Weilern bestehende Gemeinde liegt in der nordöstlichen Ecke der Comarca Alta Ribagorça am Rande der Pyrenäen und ist die flächengrößte der Gegend. Der Hauptort ist Barruera, der bis 1996 der gesamten Gemeinde den Namen gab. Das gleichnamige Tal durchfließt der Fluss Noguera de Tor.
Das Tal ist am bekanntesten für seine neun frühromanischen Kirchen, die es – abgesehen von alten Großstädten wie Rom oder Köln – zur Gegend mit der größten Dichte an romanischen Kirchen Europas macht. Es wurde am 30. November 2000 von der UNESCO zum Weltkulturerbe ernannt.
Das Tal beinhaltet auch das höchste Ski-Resort der Pyrenäen bei Boí-Taüll und grenzt im Nordosten an den Nationalpark Aigüestortes i Estany de Sant Maurici.

## Geschichte
Die maurische Eroberung Spaniens erreichte nicht die Hochgebirgstäler der Pyrenäen. Die ersten christlichen Grafschaften wurden im 9. Jahrhundert gegründet und schenkten ihren fränkischen Lehnsherren kaum Beachtung. Die Bevölkerung war größtenteils baskisch. Das Tal gehörte erst zur Tolosa, die später mit der Grafschaft Ribagorza vereinigt wurde. Im 11. Jahrhundert geriet das Tal in die Hände der Grafschaft Pallars, bevor es im 12. Jahrhundert von Aragon annektiert wurde. Als Ergebnis seiner strategischen Position besitzt das Tal viele Burgen, wenn auch meist in schlechtem Zustand.

## Kirchen
Obwohl das Tal im Mittelalter eine relativ geringe Bevölkerungsdichte hatte, ermöglichten große Mengen Silber den lokalen Herren, den katalanischen Feldzug zur Wiedererlangung Barbastros und Saragossas zu unterstützen. Ein großer Teil des Reichtums wurde für den Bau von Kirchen zwischen dem 11. und dem 12. Jahrhundert aufgewandt, die in dem neuen Architekturstil erbaut wurden, der aus der Lombardei stammte. Die Kirchen zeichnen sich durch aufwendige Steinmetzarbeiten und elegante Kirchtürme aus. Wandmalereien aus den Kirchen werden in Barcelona im Museu Nacional d’Art de Catalunya (MNAC) aufbewahrt.

## UNESCO-Weltkulturerbe
Viele der Kirchen werden seit ihrer Weihe im 11. und 12. Jahrhundert durchgängig für den Gottesdienst genutzt. Neun dieser Kirchen wurden ins UNESCO-Weltkulturerbe aufgenommen, nämlich: Sant Climent und Santa Maria in Taüll, Sant Feliu in Barruera, Sant Joan in Boí, Santa Eulàlia in Erill la Vall, Santa Maria de l’Assumpció in Cóll, Santa Maria in Cardet, die Kirche Nativitat de la Mare de Déu in Durro, und die Einsiedelei Sant Quirc in der Nähe Durros. Das Tal enthält auch eine Reihe von Ruinen anderer romanischer Kirchengebäude, unter anderem: Sant Llorenç in Saraís und Santa Martí in Taüll, die Einsiedeleien Sant Cristòfol in Erill, Sant Quirc in Taüll, Sant Salvador in Barruera und Sant Pere in Boí.

## Burgen
- Castell de Boí
- Castell de Durro
- Castell de Barruera
- Castell de Cardet
- Castell de Grau de Castelló
- Castell de Castelló de Tor
- Castell de Suert
- Castell d’Erill

## Städtepartnerschaften
- Montanera (Italien), seit 2005